# Сировине (Источни Стари Град)
Сировине су насељено мјесто у општини Источни Стари Град, Република Српска, БиХ. Према попису становништва из 1991. у насељу је живјело 103 становника.

## Историја
До Дејтонског споразума насеље Сировине, се налазило у општини Илијаш. Мали дио општине Илијаш укључујући насеље Сировине је после завршетка рата припао општини Источни Стари Град.

## Географија
Сировине се састоје од Горњих и Доњих Сировина.

## Становништво
Према попису становништва из 1991. године, мјесто је имало 103 становника.
| Демографија | Демографија | Демографија |
| Година      | Становника  | Становника  |
| ----------- | ----------- | ----------- |
| 1991.       | 103         |             |